# 小堀幸
小堀 幸（日语：／ Kobori Miyuki，1月31日—），日本女性配音員、舞台演員。出身於東京都。賢Production所屬。

## 簡歷
賢Production附屬聲優養成所School Duo第13期畢業。
2019年5月12日，於Twitter宣佈結婚。

## 人物
興趣、特長：游泳、烏克麗麗彈唱。

## 演出
粗體字表示主要角色。

### 電視動畫
2013年
- 鋼彈創戰者（小孩）
- 進擊的巨人（妹妹）
- Free！（橘蘭）
- 神奇寶貝 THE ORIGIN
- 魔奇少年 The kingdom of magic（街坊路人）

2014年
- Aikatsu！偶像活動（宮小路友美）
- 丸少爺（奶奶、女服務生、小雞、小噗）
- 鋼彈創戰者TRY（飯綱守）
- 金田一少年之事件簿R（瀧川龍太〈幼少時期〉）
- JoJo的奇妙冒險 星塵鬥士（少年B）
- 第一神拳Rising（小孩、瑪麗亞）
- Pac World（日语：パックワールド）（嬰兒、學生、Pac World的居民&異星人）
- Happiness Charge 光之美少女！（墨鏡、石神凜、男孩子[注 1]、尼羅河天使、警長天使）
- 英雄銀行（日语：ヒーローバンク）（指原井茂名）
- Free！-Eternal Summer-（橘蘭、裕太[5]）
- 我們大家的河合莊（河合律的同學A、女子B）
- 神奇寶貝XY（幼稚園小孩〈蘭迪〉）
- 魔神之骨（女孩子）

2015年
- Aikatsu！偶像活動！（新生、青木日向）
- Aquarion Logos（男子B）
- 潮與虎（圖書委員B、女孩子）
- 丸少爺（小孩）
- 俺物語!!（磯野海膽夫）
- 終結的熾天使（幼少時期的太一&與一）
- 血界戰線 （少女）
- JoJo的奇妙冒險 星塵鬥士（少女A）
- Pac World（女兒、查爾提、鬼、居民A、女孩子）
- 吹響吧！上低音號（長瀨梨子[6]）
- 放學後的昴星團（小孩A）

2016年
- 見習神仙 秘密的心靈（男子A）
- 神技·旺達（日语：カミワザ・ワンダ）（女孩子、女孩子A）
- 鋼彈創鬥者TRY 島上熱戰（飯綱守）
- 蠟筆小新（女高中生B、女孩）
- Concrete Revolutio ～超人幻想～ THE LAST SONG（比里卡皮）
- 在下坂本，有何貴幹？（女學生）
- 海螺小姐
- 夢幻慶典（上山翔）
- 吹響吧！上低音號2（長瀨梨子[7]、吹奏樂社社員）
- FAIRY TAIL ZERO（松鼠）
- 名偵探柯南（影視記者）
- 勇利!!! on ICE（女學生A）

2017年
- 巴哈姆特之怒 VIRGIN SOUL（客人、惡魔小孩）
- 丸少爺（女性顧客）
- 來自深淵（孤兒院學生、吉路歐〈少年時期〉）
- 哆啦A夢 (水田山葵版)（ (2)）
- Wake Up, Girls！新章（女高中生B）
- 舞動青春（女選手）

2018年
- 愛在雨過天晴時（緣、女學生、女性客人、氣象主播、社員）
- 新幹線戰士（大門山篝）
- 小松先生 (第2期)（小孩）
- 神奇寶貝 太陽&月亮（寧寧）
- 溫泉屋小女將（男學生2）

2019年
- 警視廳 特務部 特殊凶惡犯對策室第七課（日语：警視庁 特務部 特殊凶悪犯対策室 第七課 -トクナナ-）（女孩子）

2021年
- 演劇偶像（小孩）

### 電影動畫
2012年
- 殼中少女：排氣（少女）

2013年
- 劇場版 怪傑佐羅利：保護恐龍蛋（恐龍嬰兒）

2014年
- 劇場版 Happiness Charge 光之美少女！人偶之國的芭蕾舞女（墨鏡[8]）
- 劇場版 光之美少女All Stars New Stage3 永遠的朋友（男孩子）

2015年
- 劇場版 High☆Speed！-Free！Starting Days-（橘蘭）
- 劇場版 光之美少女 All Stars 春之嘉年華♪（墨鏡[9]）

2016年
- 加速世界 INFINITE∞BURST（Suntan Chafer）
- 劇場版 奏響吧！上低音號 ～歡迎加入北宇治高中管樂團～（長瀨梨子）
- 尖叫旅社2（康納）

2017年
- LUPIN THE IIIRD 血煙的石川五右衛門（日语：LUPIN THE IIIRD 血煙の石川五ェ門）（莎莉法[10]）
- 宣告黎明的露之歌
- 劇場版 Free！ -Timeless Medley-（橘蘭）
- 劇場版 奏響吧！上低音號 ～想要傳達的旋律～（長瀨梨子）

2018年
- 企鵝公路（アオキさん）

2025年
- LUPIN THE IIIRD THE MOVIE 不死身的血族（複數的莎莉法[11]）

### OVA
- 12歲。（2014年—2015年，女子A、女子）[注 2]
- 無邪氣樂園（2014年，女子）[注 3]

### 網路動畫
- 寶可夢 歐米加紅寶石／阿爾法藍寶石 MEGA SPECIAL ANIMETION（2014年，寶可夢）
- 惡魔人 Crybaby（2018年，田徑社員A、田徑社員D）

### 遊戲
2014年
- OTOGEAR ～Otogia～（格萊特）
- 四葉草圖書館的居民們（庫爾）
- 戰場上的婚禮（花之妖精瑪麗、天使之子蒂魯阿）
- 鬥神都市（日语：闘神都市）（拉其拉[12]）
- 勇氣之劍×火焰之魂（アスカロン）
- Happiness Charge 光之美少女！Kawarun☆Collection（墨鏡）

2015年
- 四葉草圖書館的居民們II（庫爾）
- 神足町人妖譚 ～迷路的孩子之章～（[13]）

2016年
- 女神剖析 -起源-（日语：ヴァルキリーアナトミア -ジ・オリジン-）（英格麗特[14]）
- 棺姬（白兔）
- 神寶拳 POKKÉN TOURNAMENT
- 進擊的巨人
- 名偵探皮卡丘 ～新搭檔誕生～（尼娜·奧哈拉）
- 逆轉奧賽羅尼亞（玉藻前）

2017年
- Sevens Story（莉卡、荷莉、瑪蓉）
- 勇氣之劍×火焰之魂（日语：ブレイブソード×ブレイズソウル）
- 永恆綠洲 精靈與種子人的海市蜃樓（日语：Ever Oasis 精霊とタネビトの蜃気楼）

2018年
- 問答RPG 魔法使與黑貓維茲（ナユタ、HRT８）
- 名偵探皮卡丘（尼娜·奧哈拉）
- 碧藍航線（科爾克、霍比）
- 幻影夢幻之星傳說（ポポプリン）
- 天華百劍-斬-（村雨助廣）

2020年
- 寶可夢大師（共平）

### 廣播劇CD
- 岩鳶高校游泳社 活動日誌2（橘蘭）
- 來訪的狗，轉折之夜1（小堀美由紀）
- 吹響吧！上低音號 廣播劇CD（長瀨梨子）

### 廣播劇
- （海豚飼育員）

### 外語配音

#### 電影
- 拯救聖誕節（英语：A Merry Friggin' Christmas）（Cale Weinke〈Steele Gagnon〉）
- 伴侶度假村（英语：Couples Retreat）（Kevin）※On-Demand（英语：オンデマンド）版。
- 傑羅德遊戲（英语：Gerald's Game (film)）（Maddie）
- 丟失的勳章：比利石的冒險（英语：The Lost Medallion: The Adventures of Billy Stone）（男孩子1）
- 特朗勃（Mitzi Trumbo）
- 金剛王死亡救贖（Qing Kong）
- 殭屍高校生（英语：Zombies (2018 film)）（Zoey）

#### 電視影集
- 夏令營（Timmy）
- CSI犯罪現場：網路犯罪（Emma）
- 錦繡豪門（幼少時期的Lilly）※Netflix版。
- 末日決戰（Caitlyn）
- 冰血暴 (2014年電視影集)（Minsky）
- 第五人 (2016年電視影集)（Jesse）
- 歡樂又滿屋（英语：Fuller House (TV series)）（Sara）
- 檀島警騎2.0（Cortana、Halona）
- 守望塵世（英语：The Leftovers (TV series)）（Lilly）
- 護士當家（Arthur）
- 罪人的真相（英语：The Sinner (TV Series)）（Phoebe Lacey〈Nadia Alexander〉）
- 少年忍者（英语：Supah Ninjas）（Becca）
- 這就是我們（Annie〈Faithe Herman〉）
- 弄錯女孩了（英语：The Wrong Girl (TV series)）（Alice）

#### 動畫
- 潘及的秘密日記（潘及[15]）
- 寶貝老闆 ※機內上映版。
- 尖叫旅社2（Connor）
- 小獅王守護隊（英语：The Lion Guard）
- 瓢蟲少女（Sabrina Raincomprix、Manon）
- 汪汪隊立大功（Rocky）[16]
- 寶貝龍世界（Sinndar）
- 車車頑皮特工（英语：The Stinky & Dirty Show）（Mighty）
- 樹屋偵探（英语：Treehouse Detectives）（Teri〈Jenna Davis〉）
- 天才阿公（章魚）

### 舞台
- 劇團下剋上開場Omnibus公演「枝藝」—飾 律子
- Studio GAMBA試演會

## 腳註

## 外部連結
- 小堀幸｜賢Production （日語）
- 小堀幸的X（前Twitter） （日語）